# 주요 불교 인물
주요 불교 인물은 불교의 교리에서 중요한 역할을 하는 인물들을 말한다.

## 목록
- 석가모니 - 불교를 창시한 교조.
- 십대제자 - 석가모니의 제자 중 수행과 지혜가 뛰어난 10명을 가리키는 호칭. 경전에 따라 해당되는 제자는 다르지만 유마경에서는 가전연, 나후라, 대가섭, 목건련, 부루나, 사리불, 수보리, 아나률, 아난타, 우바리를 가리킨다.
- 나가르주나 - 대승불교의 논리를 창시해서 대승불교의 아버지로 불림.

## 같이 보기
- 오계